# 英利绿色能源控股有限公司
英利绿色能源控股有限公司（：YGE ，简称英利），是一家中国光伏发电产品制造商。公司董事会主席兼首席执行官为苗连生。

## 历史
英利创办于1998年。2007年6月8日，该公司在纽约证券交易所进行首次公开募股。
2010年2月3日，英利宣布成为2010年世界盃足球賽的官方赞助商，为首家赞助世界盃足球賽的中国公司。

## 参看
- 中华人民共和国太阳能发电